# Феодосийский краеведческий музей

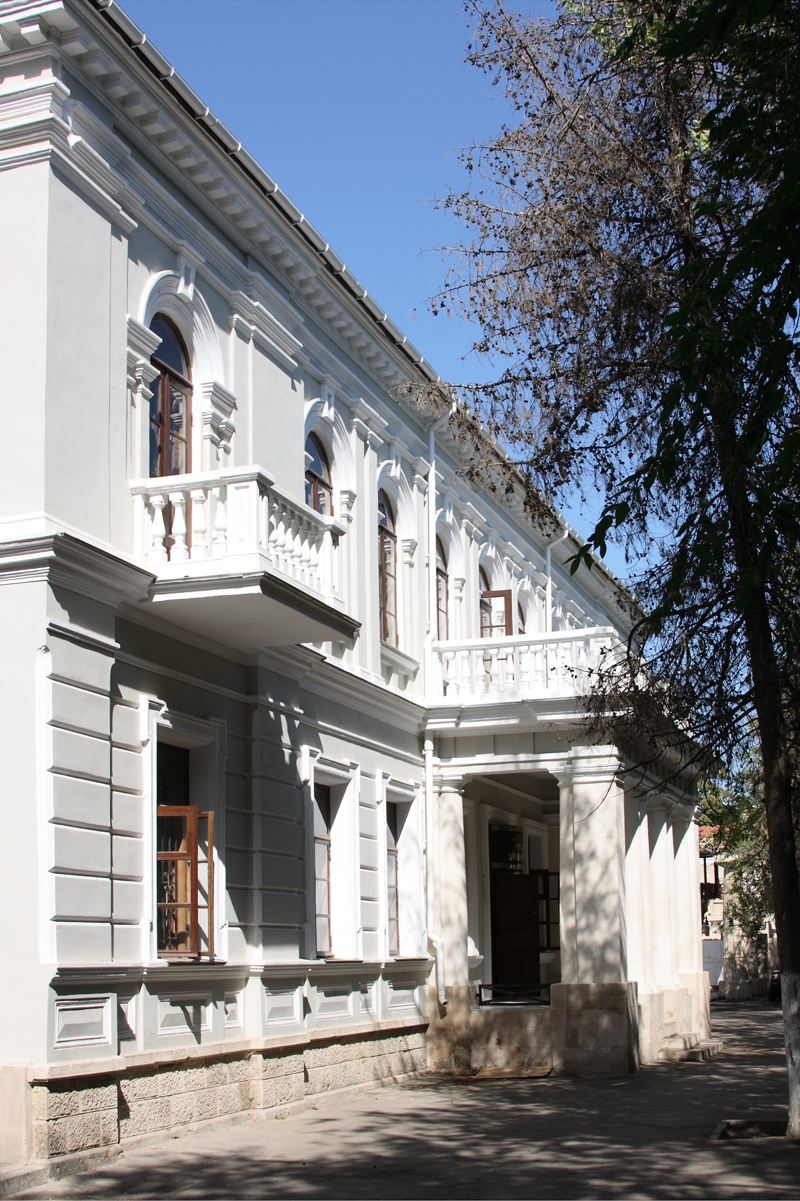
Здание Феодосийского краеведческого музея

Феодоси́йский краеве́дческий музе́й, Феодосийский музей древностей — музей в Феодосии. Расположен по адресу проспект Айвазовского, 11 (бывший проспект Ленина).

## История
Феодосийский музей древностей был открыт 13 мая 1811 года, благодаря усилиям феодосийского градоначальника С. М. Броневского.
Феодосийский музей древностей является одним из старейших музейных учреждений на территории Европы. Однако, первое здание музея было скорее хранилищем древностей, чем собственно музеем. Постепенно собрание росло благодаря покупке древностей и дарениям, археологическим раскопкам.
Музеем заведовали городской голова Варфоломей Галлера, потом медик Грапперон. С 1848 года ключи от музея находились у члена карантинного правления Казанли, которому их оставил Грапперон, уезжая в командировку в Петербург.
Музей располагался на территории турецкой мечети в центре Феодосии, но в конце 1860-х годов власти Таврической губернии передали здание феодосийской лютеранской общине. В 1871 году коллекции музея были перенесены в здание, специально построенное для музея на средства художника И. К. Айвазовского. С 1849 по 1864 год заведующим музеем был Евгений Францович де Вильнёв (1803—после 1865). При посредничестве Вильнёва в соответствии с указом Новороссийского и Бессарабского генерал-губернатора князя М. С. Воронцова от 31 мая 1851 года музей был передан в ведение Одесского общества истории и древностей. В «Описи Феодосийского музеума древностей» от 1858 года содержалось перечисление имевшихся памятников. Среди них – «мраморы» (78 единиц), «небольшие вещи» (мрамор, глина и прочее – всего 49 единиц), «золотые вещи» (4 единицы), «серебряные вещи» (8 единиц), «бронзовые, медные и железные вещи» .
Музей был удостоен посещением императора Александра ІІ 10 сентября 1861 года.

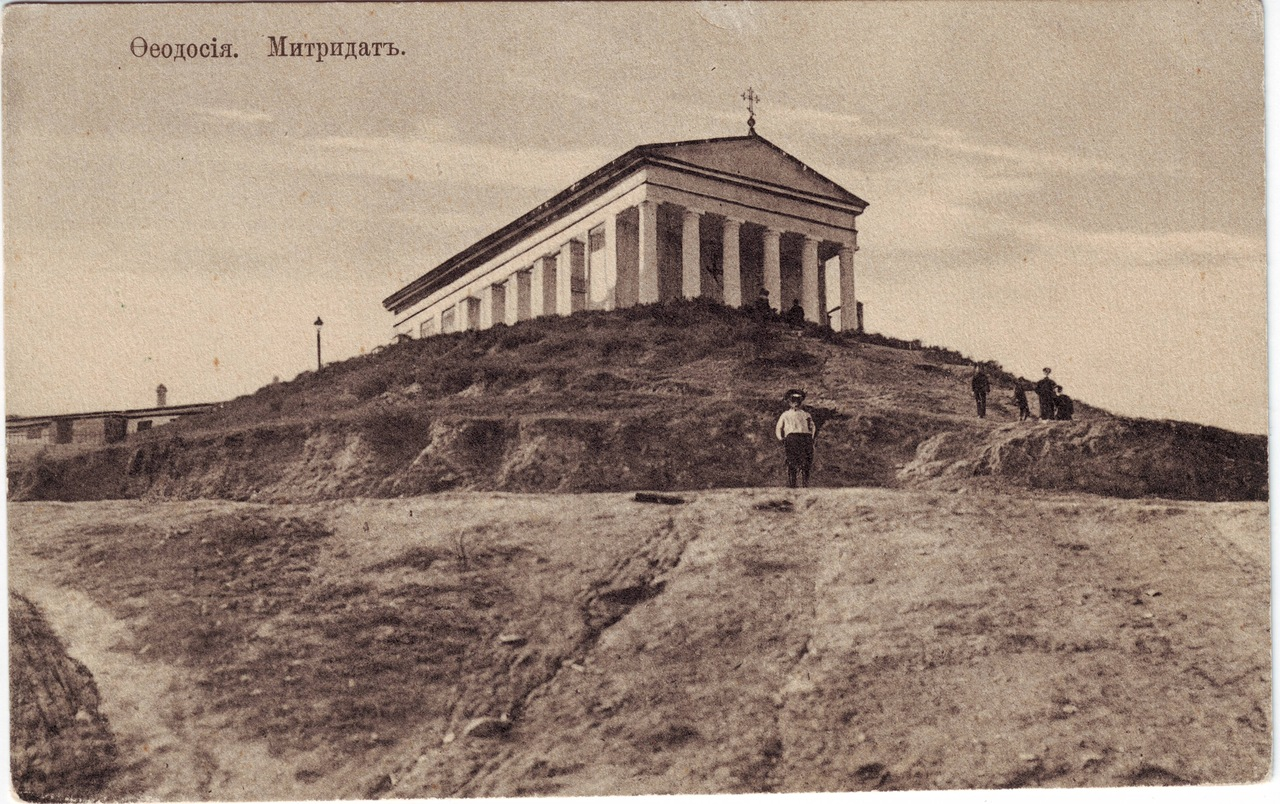
Музей древностей Айвазовского на горе Митридат (1871, в 1941 взорван при отступлении)

18 лет (1900—1917) руководил музеем Людвиг Петрович Колли (1849—1917) В 1922 году директором музея недолгое время был выдающийся украинский искусствовед академик А. П. Новицкий.
В середине 1920-х гг. археологический музей разместился в бывшем доме И. К. Айвазовского, где находился до 1988 г. Позже Феодосийскому краеведческому музею было выделено другое здание бывшего роддома (до революции гостиница «Генуэзская», здание известно как «Дом Лагорио»), памятник архитектуры конца XIX — начала XX в. Феодосийский краеведческий музей разместился в доме Л. Ф. Лагорио. Здание - объект культурного наследия народов России регионального значения.
В фондах Феодосийского краеведческого музея числится более 70 000 экспонатов. В восьми залах музея хранятся не только памятники археологии, но и множество этнографических и документальных материалов, коллекции старинных видовых открыток, минералов, окаменелостей, гербарий. Уникальные диорамы зала природы дают представление о природных ландшафтах Юго-Восточного Крыма. Часть богатой коллекции древних каменных плит размещена под открытым небом в оригинальном лапидарном дворике музея, выложенном средневековой плитовой мостовой и брусчаткой XIX — первой половины XX века.
По инициативе мэра Феодосии В. Шайдерова был поднят вопрос о восстановлении отдельного Феодосийского музея древностей. В настоящее время ведутся исследовательские работы, под проект выделено полгектара земли, в исполкоме был открыт счёт для сбора денег.